# Seleukos 7. af Seleukideriget
Seleukos 7. Filometor Kybiosaktes (?) var seleukidisk fyrste i Syrien og en af de sidste i slægten.
Seleukos var muligvis søn af Antiochos 10. Eusebes og bror til kong Antiochos 13. Asiatikos. Han herskede tilsyneladende over en række byer i Syrien under den armenske konge, Tigranes den Store af Armenien. Der er formodentlig tale om den samme Seleukos der senere giftede sig med dronning Berenike 4. af Ægypten, men senere blev myrdet af denne for mangel på manere.